# Даумов, Ергалий Даумович
Ергалий Даумович Даумов (каз. Ерғали Дауымов; 15 октября 1911, село Шидерты — 1 октября 1997) — председатель сельхозартели имени Сталина Меркенского района Джамбулской области Казахской ССР. Герой Социалистического Труда (1957).

## Биография
Родился в 1911 году в бедной казахской семье в селе Шидерты (сегодня — Сырымский район Западно-Казахстанской области). В 1927 году окончил начальную школу в селе Шидерты и в 1937 году — Алма-Атинский зоотехническо-ветеринарный техникум, после которого по направлению трудился старшим зоотехником в колхозе «Красный партизан» Фурмановского района.
В 1937 году был призван на срочную службу в Красную Армию. Служил на Дальнем Востоке. В 1938 году принял участие в Хасанских боях. В 1939 году возвратился в Казахстан, где продолжил работать зоотехником в Джамбейтинском районе Западно-Казахстанской области. После начала Великой Отечественной войны был назначен начальником мобилизационного отдела военного комиссариата Западно-Казахстанской области. В августе 1942 года отправлен на фронт. Воевал командиром взвода в составе 786-го полка резервного 4-го артиллерийского корпуса 12-й артиллерийской дивизии. Участвовал во взятии Берлина.
После демобилизации в 1946 году работал главным зоотехником, начальником отдела сельского хозяйства Западно-Казахстанской области. С 1953 года — преподаватель Алма-Атинского ветеринарного института.
В 1954 году направлен в Меркенский район, где принял руководство сельхозартели имени Сталина (позднее — совхоз «Казахстан»). Вывел сельхозартель в число передовых сельскохозяйственных производств Джамбулской области. Указом Президиума Верховного Совета СССР от 11 января 1957 года за особо выдающиеся успехи, достигнутые в работе по освоению целинных и залежных земель, и получение высокого урожая Ергали Даумову присвоено звание Героя Социалистического Труда с вручением ордена Ленина и золотой медали «Серп и Молот».
Скончался в 1997 году.

## Награды
- Герой Социалистического Труда — указом Президиума Верховного Совета СССР 11 января 1957 года
- Орден Ленина
- Орден Красной Звезды — дважды
- Орден Красного Знамени
- Орден Отечественной войны 1 степени - дважды
- Медаль «За отвагу»
- Медаль «За взятие Берлина»